# 제주특별자치도개발공사
제주특별자치도개발공사(濟州特別自治道開發公社)는 제주특별자치도 소재의 공기업이다.

## 연혁
- 1995년 3월 9일 설립.

## 설립 근거
- 제주특별자치도개발공사 설치조례

## 설립 목적
지방공기업법과 제주특별자치도개발공사 설치조례가 정하는 바에 의하여 공익성과 경제성이 있는 각종 사업을 효율적으로 추진함으로써 주민의 복지증진과 지역사회 발전에 이바지함을 목적으로 한다.

## 주요 업무
1. 주택의 개발, 분양, 개량, 임대 및 관리사업
2. 토지의 취득, 개발, 분양, 비축, 임대 및 관리사업
3. 도시재개발사업 및 주거환경개선사업
4. 「제주특별자치도 설치 및 국제자유도시조성을 위한 특별법」에 의한 먹는샘물과 지하수를 기반으로 하는 부대사업
5. 감귤 등 농산물의 가공사업을 위한 감귤복합처리가공단지 조성 및 운영
6. 제주의 물과 농산물을 활용한 음료, 주류 등 사업
7. 제4호부터 제6호까지의 유통 또는 판매 관련사업
8. 국가 또는 지방자치단체로부터 위탁받은 사업